# (2595) Gudiachvili
(2595) Gudiachvili (1979 KL; 1952 SE; 1959 ET) ist ein ungefähr 14 Kilometer großer Asteroid des mittleren Hauptgürtels, der am 19. Mai 1979 vom dänischen Astronomen Richard Martin West am La-Silla-Observatorium auf dem La Silla in La Higuera in Chile (IAU-Code 809) entdeckt wurde. Er gehört zur Gefion-Familie, einer Gruppe von Asteroiden, die nach (1272) Gefion benannt ist.

## Benennung
(2595) Gudiachvili wurde nach dem georgisch-sowjetischen Maler Lado Gudiaschwili (1896–1980) benannt, der ein Freund des Entdeckers Richard Martin West war. Er wurde in der georgischen Stadt Duscheti geboren, studierte in Tiflis, lebte von 1919 bis 1927 in Paris und kehrte dann in seine Heimat zurück. Sein persönlicher Stil, den er bereits früh entwickelte, ist zum Teil von frühen Fresken beeinflusst. Seine Zeichnungen und Gemälde sind häufig philosophischer oder allegorischer Natur; viele hängen mit der turbulenten Geschichte Georgiens zusammen. Er ist einer der Begründer der georgischen Kunst des 20. Jahrhunderts und wurde zu Lebzeiten zu einer nationalen Legende.